# Everett Teaford
Everett James Teaford (né le 15 mai 1984 à Alpharetta, Géorgie, États-Unis) est un lanceur gaucher de la Ligue majeure de baseball. Il est présentement agent libre.

## Carrière
Joueur des Eagles de l'université du Sud de la Géorgie, Everett Teaford est sélectionné en 12e ronde par les Royals de Kansas City en 2006.
Surtout employé comme lanceur partant dans les ligues mineures, Teaford effectue sa première sortie dans les majeures comme releveur le 17 mai 2011. Il réussit un sauvetage, son premier, dans un gain des Royals sur les Tigers de Détroit le 9 juillet. Après 23 sorties en relève, il obtient un premier départ le 11 septembre contre Seattle et remporte sa première victoire dans les majeures. Il gagne puis perd un match face aux White Sox de Chicago à ses deux derniers départs de l'année et termine la saison avec deux gains, un revers, et une moyenne de points mérités de 3,27 en 44 manches lancées.
Après une saison en Corée du Sud en 2014, Teaford signe le 16 janvier 2015 un contrat des ligues mineures avec les Rays de Tampa Bay. Il lance 5 manches et deux tiers en 4 matchs pour les Rays en 2015.